# Драгољуб Минић
Драгољуб Минић (Подгорица, 5. април 1936 — Нови Сад, 5. април 2005) био је српски шахиста. Више година био је један од најистакнутијих велемајстора у Југославији (1960 – 1970).

## Биографија
Рођен је 5. априла 1936. године у Подгорици. Минић постаје национални мајстор 1962, интернационални мајстор 1964. године. Шампион Југославије је постао 1962. када је и проглашен за најбољег спортисту Црне Горе. Освојио је много медаља са шаховских олимпијада, европских шампионата, Балканијада. Побеђује на многим међународним турнирима. Победник је зонског турнира у Praja da Rocha, 1969. За време олимпијаде у Новом Саду, 1991. освојио је норму за велемајстора.
Остали шахисти, његови противници за шаховском таблом су поштовали Минића. Увек је био елегантан, насмејан али веома опасан на шаховском пољу.
Неколико последњих година живота је живео у Новом Саду, где је и умро 5. априла 2005. у 69-ој години живота.
Минић је био виртуоз у игрању Сицилијанске одбране. Његов велики ривал био је Албин Планинц. Једна од бољих партија је била на меморијалном турниру Милана Видмара у Порторожу, 1973. између истих ривала:
1.e4 c5 2.Sf3 d6 3.d4 cxd4 4.Sxd4 Sf6 5.Sc3 a6 6.Lg5 e6 7.f4 Sbd7 8.Df3 Dc7 9.O-O-O b5 10.e5 Lb7 11.Dh3 dxe5 12.Sxe6 fxe6 13.Dxe6+ Le7 14.Lxb5 axb5 15.Sxb5 Dc6 16.Sd6+ Kd8 17.fxe5 Kc7 18.Dxe7 Txa2 19.Td4 Ta1+ 20.Kd2 Dxg2+ 21.Kc3 Df3+ 22.Kb4 (видети дијаграм) Ta4+!! Изванредан потез, даје топа за темпо за напад. 23.Kxa4 Lc6+ 24.Kb4 Tb8+ 25.Kc4 Sd5 26.Se8+ Txe8 27.Dd6+ Kb7 28.Txd5 Dxh1 29.Ta5 De4+ 30.Kb3 Txe5 31.Ld8 Df3+ 32.c3 Df7+ 33.c4 Te3+ 34.Kb4 Df8 35.Dxf8 Sxf8 36.Tf5 Tf3 37.Th5 Se6 38.Le7 h6 39.Ld6 Td3 40.Le5 Te3 41.Lg3 Le8 42.Ta5 Te2 43.b3 g5 44.Tf5 h5 45.c5 Te4+ 46.Kc3 Kc6 47.Ld6 Te3+ 48.Kc4 Txb3 49.Te5 Tf3 50.Kb4 Ld7 51.Te2 Sd4 52.Ta2 Kd5 53.Ka5 Tb3 54.Td2 Kc4 0-1
|   | a | b | c | d | e | f | g | h |   |
| 8 | h8 black rook · b7 black bishop · c7 black king · d7 black knight · e7 white queen · g7 black pawn · h7 black pawn · d6 white knight · f6 black knight · e5 white pawn · g5 white bishop · b4 white king · d4 white rook · f3 black queen · b2 white pawn · c2 white pawn · h2 white pawn · a1 black rook · h1 white rook | h8 black rook · b7 black bishop · c7 black king · d7 black knight · e7 white queen · g7 black pawn · h7 black pawn · d6 white knight · f6 black knight · e5 white pawn · g5 white bishop · b4 white king · d4 white rook · f3 black queen · b2 white pawn · c2 white pawn · h2 white pawn · a1 black rook · h1 white rook | h8 black rook · b7 black bishop · c7 black king · d7 black knight · e7 white queen · g7 black pawn · h7 black pawn · d6 white knight · f6 black knight · e5 white pawn · g5 white bishop · b4 white king · d4 white rook · f3 black queen · b2 white pawn · c2 white pawn · h2 white pawn · a1 black rook · h1 white rook | h8 black rook · b7 black bishop · c7 black king · d7 black knight · e7 white queen · g7 black pawn · h7 black pawn · d6 white knight · f6 black knight · e5 white pawn · g5 white bishop · b4 white king · d4 white rook · f3 black queen · b2 white pawn · c2 white pawn · h2 white pawn · a1 black rook · h1 white rook | h8 black rook · b7 black bishop · c7 black king · d7 black knight · e7 white queen · g7 black pawn · h7 black pawn · d6 white knight · f6 black knight · e5 white pawn · g5 white bishop · b4 white king · d4 white rook · f3 black queen · b2 white pawn · c2 white pawn · h2 white pawn · a1 black rook · h1 white rook | h8 black rook · b7 black bishop · c7 black king · d7 black knight · e7 white queen · g7 black pawn · h7 black pawn · d6 white knight · f6 black knight · e5 white pawn · g5 white bishop · b4 white king · d4 white rook · f3 black queen · b2 white pawn · c2 white pawn · h2 white pawn · a1 black rook · h1 white rook | h8 black rook · b7 black bishop · c7 black king · d7 black knight · e7 white queen · g7 black pawn · h7 black pawn · d6 white knight · f6 black knight · e5 white pawn · g5 white bishop · b4 white king · d4 white rook · f3 black queen · b2 white pawn · c2 white pawn · h2 white pawn · a1 black rook · h1 white rook | h8 black rook · b7 black bishop · c7 black king · d7 black knight · e7 white queen · g7 black pawn · h7 black pawn · d6 white knight · f6 black knight · e5 white pawn · g5 white bishop · b4 white king · d4 white rook · f3 black queen · b2 white pawn · c2 white pawn · h2 white pawn · a1 black rook · h1 white rook | 8 |
| 7 | h8 black rook · b7 black bishop · c7 black king · d7 black knight · e7 white queen · g7 black pawn · h7 black pawn · d6 white knight · f6 black knight · e5 white pawn · g5 white bishop · b4 white king · d4 white rook · f3 black queen · b2 white pawn · c2 white pawn · h2 white pawn · a1 black rook · h1 white rook | h8 black rook · b7 black bishop · c7 black king · d7 black knight · e7 white queen · g7 black pawn · h7 black pawn · d6 white knight · f6 black knight · e5 white pawn · g5 white bishop · b4 white king · d4 white rook · f3 black queen · b2 white pawn · c2 white pawn · h2 white pawn · a1 black rook · h1 white rook | h8 black rook · b7 black bishop · c7 black king · d7 black knight · e7 white queen · g7 black pawn · h7 black pawn · d6 white knight · f6 black knight · e5 white pawn · g5 white bishop · b4 white king · d4 white rook · f3 black queen · b2 white pawn · c2 white pawn · h2 white pawn · a1 black rook · h1 white rook | h8 black rook · b7 black bishop · c7 black king · d7 black knight · e7 white queen · g7 black pawn · h7 black pawn · d6 white knight · f6 black knight · e5 white pawn · g5 white bishop · b4 white king · d4 white rook · f3 black queen · b2 white pawn · c2 white pawn · h2 white pawn · a1 black rook · h1 white rook | h8 black rook · b7 black bishop · c7 black king · d7 black knight · e7 white queen · g7 black pawn · h7 black pawn · d6 white knight · f6 black knight · e5 white pawn · g5 white bishop · b4 white king · d4 white rook · f3 black queen · b2 white pawn · c2 white pawn · h2 white pawn · a1 black rook · h1 white rook | h8 black rook · b7 black bishop · c7 black king · d7 black knight · e7 white queen · g7 black pawn · h7 black pawn · d6 white knight · f6 black knight · e5 white pawn · g5 white bishop · b4 white king · d4 white rook · f3 black queen · b2 white pawn · c2 white pawn · h2 white pawn · a1 black rook · h1 white rook | h8 black rook · b7 black bishop · c7 black king · d7 black knight · e7 white queen · g7 black pawn · h7 black pawn · d6 white knight · f6 black knight · e5 white pawn · g5 white bishop · b4 white king · d4 white rook · f3 black queen · b2 white pawn · c2 white pawn · h2 white pawn · a1 black rook · h1 white rook | h8 black rook · b7 black bishop · c7 black king · d7 black knight · e7 white queen · g7 black pawn · h7 black pawn · d6 white knight · f6 black knight · e5 white pawn · g5 white bishop · b4 white king · d4 white rook · f3 black queen · b2 white pawn · c2 white pawn · h2 white pawn · a1 black rook · h1 white rook | 7 |
| 6 | h8 black rook · b7 black bishop · c7 black king · d7 black knight · e7 white queen · g7 black pawn · h7 black pawn · d6 white knight · f6 black knight · e5 white pawn · g5 white bishop · b4 white king · d4 white rook · f3 black queen · b2 white pawn · c2 white pawn · h2 white pawn · a1 black rook · h1 white rook | h8 black rook · b7 black bishop · c7 black king · d7 black knight · e7 white queen · g7 black pawn · h7 black pawn · d6 white knight · f6 black knight · e5 white pawn · g5 white bishop · b4 white king · d4 white rook · f3 black queen · b2 white pawn · c2 white pawn · h2 white pawn · a1 black rook · h1 white rook | h8 black rook · b7 black bishop · c7 black king · d7 black knight · e7 white queen · g7 black pawn · h7 black pawn · d6 white knight · f6 black knight · e5 white pawn · g5 white bishop · b4 white king · d4 white rook · f3 black queen · b2 white pawn · c2 white pawn · h2 white pawn · a1 black rook · h1 white rook | h8 black rook · b7 black bishop · c7 black king · d7 black knight · e7 white queen · g7 black pawn · h7 black pawn · d6 white knight · f6 black knight · e5 white pawn · g5 white bishop · b4 white king · d4 white rook · f3 black queen · b2 white pawn · c2 white pawn · h2 white pawn · a1 black rook · h1 white rook | h8 black rook · b7 black bishop · c7 black king · d7 black knight · e7 white queen · g7 black pawn · h7 black pawn · d6 white knight · f6 black knight · e5 white pawn · g5 white bishop · b4 white king · d4 white rook · f3 black queen · b2 white pawn · c2 white pawn · h2 white pawn · a1 black rook · h1 white rook | h8 black rook · b7 black bishop · c7 black king · d7 black knight · e7 white queen · g7 black pawn · h7 black pawn · d6 white knight · f6 black knight · e5 white pawn · g5 white bishop · b4 white king · d4 white rook · f3 black queen · b2 white pawn · c2 white pawn · h2 white pawn · a1 black rook · h1 white rook | h8 black rook · b7 black bishop · c7 black king · d7 black knight · e7 white queen · g7 black pawn · h7 black pawn · d6 white knight · f6 black knight · e5 white pawn · g5 white bishop · b4 white king · d4 white rook · f3 black queen · b2 white pawn · c2 white pawn · h2 white pawn · a1 black rook · h1 white rook | h8 black rook · b7 black bishop · c7 black king · d7 black knight · e7 white queen · g7 black pawn · h7 black pawn · d6 white knight · f6 black knight · e5 white pawn · g5 white bishop · b4 white king · d4 white rook · f3 black queen · b2 white pawn · c2 white pawn · h2 white pawn · a1 black rook · h1 white rook | 6 |
| 5 | h8 black rook · b7 black bishop · c7 black king · d7 black knight · e7 white queen · g7 black pawn · h7 black pawn · d6 white knight · f6 black knight · e5 white pawn · g5 white bishop · b4 white king · d4 white rook · f3 black queen · b2 white pawn · c2 white pawn · h2 white pawn · a1 black rook · h1 white rook | h8 black rook · b7 black bishop · c7 black king · d7 black knight · e7 white queen · g7 black pawn · h7 black pawn · d6 white knight · f6 black knight · e5 white pawn · g5 white bishop · b4 white king · d4 white rook · f3 black queen · b2 white pawn · c2 white pawn · h2 white pawn · a1 black rook · h1 white rook | h8 black rook · b7 black bishop · c7 black king · d7 black knight · e7 white queen · g7 black pawn · h7 black pawn · d6 white knight · f6 black knight · e5 white pawn · g5 white bishop · b4 white king · d4 white rook · f3 black queen · b2 white pawn · c2 white pawn · h2 white pawn · a1 black rook · h1 white rook | h8 black rook · b7 black bishop · c7 black king · d7 black knight · e7 white queen · g7 black pawn · h7 black pawn · d6 white knight · f6 black knight · e5 white pawn · g5 white bishop · b4 white king · d4 white rook · f3 black queen · b2 white pawn · c2 white pawn · h2 white pawn · a1 black rook · h1 white rook | h8 black rook · b7 black bishop · c7 black king · d7 black knight · e7 white queen · g7 black pawn · h7 black pawn · d6 white knight · f6 black knight · e5 white pawn · g5 white bishop · b4 white king · d4 white rook · f3 black queen · b2 white pawn · c2 white pawn · h2 white pawn · a1 black rook · h1 white rook | h8 black rook · b7 black bishop · c7 black king · d7 black knight · e7 white queen · g7 black pawn · h7 black pawn · d6 white knight · f6 black knight · e5 white pawn · g5 white bishop · b4 white king · d4 white rook · f3 black queen · b2 white pawn · c2 white pawn · h2 white pawn · a1 black rook · h1 white rook | h8 black rook · b7 black bishop · c7 black king · d7 black knight · e7 white queen · g7 black pawn · h7 black pawn · d6 white knight · f6 black knight · e5 white pawn · g5 white bishop · b4 white king · d4 white rook · f3 black queen · b2 white pawn · c2 white pawn · h2 white pawn · a1 black rook · h1 white rook | h8 black rook · b7 black bishop · c7 black king · d7 black knight · e7 white queen · g7 black pawn · h7 black pawn · d6 white knight · f6 black knight · e5 white pawn · g5 white bishop · b4 white king · d4 white rook · f3 black queen · b2 white pawn · c2 white pawn · h2 white pawn · a1 black rook · h1 white rook | 5 |
| 4 | h8 black rook · b7 black bishop · c7 black king · d7 black knight · e7 white queen · g7 black pawn · h7 black pawn · d6 white knight · f6 black knight · e5 white pawn · g5 white bishop · b4 white king · d4 white rook · f3 black queen · b2 white pawn · c2 white pawn · h2 white pawn · a1 black rook · h1 white rook | h8 black rook · b7 black bishop · c7 black king · d7 black knight · e7 white queen · g7 black pawn · h7 black pawn · d6 white knight · f6 black knight · e5 white pawn · g5 white bishop · b4 white king · d4 white rook · f3 black queen · b2 white pawn · c2 white pawn · h2 white pawn · a1 black rook · h1 white rook | h8 black rook · b7 black bishop · c7 black king · d7 black knight · e7 white queen · g7 black pawn · h7 black pawn · d6 white knight · f6 black knight · e5 white pawn · g5 white bishop · b4 white king · d4 white rook · f3 black queen · b2 white pawn · c2 white pawn · h2 white pawn · a1 black rook · h1 white rook | h8 black rook · b7 black bishop · c7 black king · d7 black knight · e7 white queen · g7 black pawn · h7 black pawn · d6 white knight · f6 black knight · e5 white pawn · g5 white bishop · b4 white king · d4 white rook · f3 black queen · b2 white pawn · c2 white pawn · h2 white pawn · a1 black rook · h1 white rook | h8 black rook · b7 black bishop · c7 black king · d7 black knight · e7 white queen · g7 black pawn · h7 black pawn · d6 white knight · f6 black knight · e5 white pawn · g5 white bishop · b4 white king · d4 white rook · f3 black queen · b2 white pawn · c2 white pawn · h2 white pawn · a1 black rook · h1 white rook | h8 black rook · b7 black bishop · c7 black king · d7 black knight · e7 white queen · g7 black pawn · h7 black pawn · d6 white knight · f6 black knight · e5 white pawn · g5 white bishop · b4 white king · d4 white rook · f3 black queen · b2 white pawn · c2 white pawn · h2 white pawn · a1 black rook · h1 white rook | h8 black rook · b7 black bishop · c7 black king · d7 black knight · e7 white queen · g7 black pawn · h7 black pawn · d6 white knight · f6 black knight · e5 white pawn · g5 white bishop · b4 white king · d4 white rook · f3 black queen · b2 white pawn · c2 white pawn · h2 white pawn · a1 black rook · h1 white rook | h8 black rook · b7 black bishop · c7 black king · d7 black knight · e7 white queen · g7 black pawn · h7 black pawn · d6 white knight · f6 black knight · e5 white pawn · g5 white bishop · b4 white king · d4 white rook · f3 black queen · b2 white pawn · c2 white pawn · h2 white pawn · a1 black rook · h1 white rook | 4 |
| 3 | h8 black rook · b7 black bishop · c7 black king · d7 black knight · e7 white queen · g7 black pawn · h7 black pawn · d6 white knight · f6 black knight · e5 white pawn · g5 white bishop · b4 white king · d4 white rook · f3 black queen · b2 white pawn · c2 white pawn · h2 white pawn · a1 black rook · h1 white rook | h8 black rook · b7 black bishop · c7 black king · d7 black knight · e7 white queen · g7 black pawn · h7 black pawn · d6 white knight · f6 black knight · e5 white pawn · g5 white bishop · b4 white king · d4 white rook · f3 black queen · b2 white pawn · c2 white pawn · h2 white pawn · a1 black rook · h1 white rook | h8 black rook · b7 black bishop · c7 black king · d7 black knight · e7 white queen · g7 black pawn · h7 black pawn · d6 white knight · f6 black knight · e5 white pawn · g5 white bishop · b4 white king · d4 white rook · f3 black queen · b2 white pawn · c2 white pawn · h2 white pawn · a1 black rook · h1 white rook | h8 black rook · b7 black bishop · c7 black king · d7 black knight · e7 white queen · g7 black pawn · h7 black pawn · d6 white knight · f6 black knight · e5 white pawn · g5 white bishop · b4 white king · d4 white rook · f3 black queen · b2 white pawn · c2 white pawn · h2 white pawn · a1 black rook · h1 white rook | h8 black rook · b7 black bishop · c7 black king · d7 black knight · e7 white queen · g7 black pawn · h7 black pawn · d6 white knight · f6 black knight · e5 white pawn · g5 white bishop · b4 white king · d4 white rook · f3 black queen · b2 white pawn · c2 white pawn · h2 white pawn · a1 black rook · h1 white rook | h8 black rook · b7 black bishop · c7 black king · d7 black knight · e7 white queen · g7 black pawn · h7 black pawn · d6 white knight · f6 black knight · e5 white pawn · g5 white bishop · b4 white king · d4 white rook · f3 black queen · b2 white pawn · c2 white pawn · h2 white pawn · a1 black rook · h1 white rook | h8 black rook · b7 black bishop · c7 black king · d7 black knight · e7 white queen · g7 black pawn · h7 black pawn · d6 white knight · f6 black knight · e5 white pawn · g5 white bishop · b4 white king · d4 white rook · f3 black queen · b2 white pawn · c2 white pawn · h2 white pawn · a1 black rook · h1 white rook | h8 black rook · b7 black bishop · c7 black king · d7 black knight · e7 white queen · g7 black pawn · h7 black pawn · d6 white knight · f6 black knight · e5 white pawn · g5 white bishop · b4 white king · d4 white rook · f3 black queen · b2 white pawn · c2 white pawn · h2 white pawn · a1 black rook · h1 white rook | 3 |
| 2 | h8 black rook · b7 black bishop · c7 black king · d7 black knight · e7 white queen · g7 black pawn · h7 black pawn · d6 white knight · f6 black knight · e5 white pawn · g5 white bishop · b4 white king · d4 white rook · f3 black queen · b2 white pawn · c2 white pawn · h2 white pawn · a1 black rook · h1 white rook | h8 black rook · b7 black bishop · c7 black king · d7 black knight · e7 white queen · g7 black pawn · h7 black pawn · d6 white knight · f6 black knight · e5 white pawn · g5 white bishop · b4 white king · d4 white rook · f3 black queen · b2 white pawn · c2 white pawn · h2 white pawn · a1 black rook · h1 white rook | h8 black rook · b7 black bishop · c7 black king · d7 black knight · e7 white queen · g7 black pawn · h7 black pawn · d6 white knight · f6 black knight · e5 white pawn · g5 white bishop · b4 white king · d4 white rook · f3 black queen · b2 white pawn · c2 white pawn · h2 white pawn · a1 black rook · h1 white rook | h8 black rook · b7 black bishop · c7 black king · d7 black knight · e7 white queen · g7 black pawn · h7 black pawn · d6 white knight · f6 black knight · e5 white pawn · g5 white bishop · b4 white king · d4 white rook · f3 black queen · b2 white pawn · c2 white pawn · h2 white pawn · a1 black rook · h1 white rook | h8 black rook · b7 black bishop · c7 black king · d7 black knight · e7 white queen · g7 black pawn · h7 black pawn · d6 white knight · f6 black knight · e5 white pawn · g5 white bishop · b4 white king · d4 white rook · f3 black queen · b2 white pawn · c2 white pawn · h2 white pawn · a1 black rook · h1 white rook | h8 black rook · b7 black bishop · c7 black king · d7 black knight · e7 white queen · g7 black pawn · h7 black pawn · d6 white knight · f6 black knight · e5 white pawn · g5 white bishop · b4 white king · d4 white rook · f3 black queen · b2 white pawn · c2 white pawn · h2 white pawn · a1 black rook · h1 white rook | h8 black rook · b7 black bishop · c7 black king · d7 black knight · e7 white queen · g7 black pawn · h7 black pawn · d6 white knight · f6 black knight · e5 white pawn · g5 white bishop · b4 white king · d4 white rook · f3 black queen · b2 white pawn · c2 white pawn · h2 white pawn · a1 black rook · h1 white rook | h8 black rook · b7 black bishop · c7 black king · d7 black knight · e7 white queen · g7 black pawn · h7 black pawn · d6 white knight · f6 black knight · e5 white pawn · g5 white bishop · b4 white king · d4 white rook · f3 black queen · b2 white pawn · c2 white pawn · h2 white pawn · a1 black rook · h1 white rook | 2 |
| 1 | h8 black rook · b7 black bishop · c7 black king · d7 black knight · e7 white queen · g7 black pawn · h7 black pawn · d6 white knight · f6 black knight · e5 white pawn · g5 white bishop · b4 white king · d4 white rook · f3 black queen · b2 white pawn · c2 white pawn · h2 white pawn · a1 black rook · h1 white rook | h8 black rook · b7 black bishop · c7 black king · d7 black knight · e7 white queen · g7 black pawn · h7 black pawn · d6 white knight · f6 black knight · e5 white pawn · g5 white bishop · b4 white king · d4 white rook · f3 black queen · b2 white pawn · c2 white pawn · h2 white pawn · a1 black rook · h1 white rook | h8 black rook · b7 black bishop · c7 black king · d7 black knight · e7 white queen · g7 black pawn · h7 black pawn · d6 white knight · f6 black knight · e5 white pawn · g5 white bishop · b4 white king · d4 white rook · f3 black queen · b2 white pawn · c2 white pawn · h2 white pawn · a1 black rook · h1 white rook | h8 black rook · b7 black bishop · c7 black king · d7 black knight · e7 white queen · g7 black pawn · h7 black pawn · d6 white knight · f6 black knight · e5 white pawn · g5 white bishop · b4 white king · d4 white rook · f3 black queen · b2 white pawn · c2 white pawn · h2 white pawn · a1 black rook · h1 white rook | h8 black rook · b7 black bishop · c7 black king · d7 black knight · e7 white queen · g7 black pawn · h7 black pawn · d6 white knight · f6 black knight · e5 white pawn · g5 white bishop · b4 white king · d4 white rook · f3 black queen · b2 white pawn · c2 white pawn · h2 white pawn · a1 black rook · h1 white rook | h8 black rook · b7 black bishop · c7 black king · d7 black knight · e7 white queen · g7 black pawn · h7 black pawn · d6 white knight · f6 black knight · e5 white pawn · g5 white bishop · b4 white king · d4 white rook · f3 black queen · b2 white pawn · c2 white pawn · h2 white pawn · a1 black rook · h1 white rook | h8 black rook · b7 black bishop · c7 black king · d7 black knight · e7 white queen · g7 black pawn · h7 black pawn · d6 white knight · f6 black knight · e5 white pawn · g5 white bishop · b4 white king · d4 white rook · f3 black queen · b2 white pawn · c2 white pawn · h2 white pawn · a1 black rook · h1 white rook | h8 black rook · b7 black bishop · c7 black king · d7 black knight · e7 white queen · g7 black pawn · h7 black pawn · d6 white knight · f6 black knight · e5 white pawn · g5 white bishop · b4 white king · d4 white rook · f3 black queen · b2 white pawn · c2 white pawn · h2 white pawn · a1 black rook · h1 white rook | 1 |
|   | a | b | c | d | e | f | g | h |   |

## Шаховске олимпијаде

### Укупни учинак кроз статистику
| Године     | Σ поена | Σ партија |  | +  | = | - |  | %    | Освојене медаље на олимпијади тимске \| појединачне |
| 1962, 1970 | 14½     | 18        |  | 11 | 7 | 0 |  | 80.6 | 0 - 1 - 1 \| 0 - 0 - 0                              |

### Статистика по годинама
| Година | Табла | Σ поена | Σ партија |  | + | = | - |  | %    | тимско место | појединачно |  |
| 1970.  | 2     | 7½      | 9         |  | 6 | 3 | 0 |  | 83.3 | 3.           |             |  |
| 1962.  | 2     | 7       | 9         |  | 5 | 4 | 0 |  | 77.8 | 2.           |             |  |

## Учешће на европским тимским шампионатима
| Место      | Земља   | Табла | Скор | Тимски резултат |
| Оберхаузен | Немачка | 10.   | 4/6  | II              |

| Место   | Земља   | Табла | Скор | Тимски резултат |
| Хамбург | Немачка | 10.   | 4/8  | II              |

| Место      | Земља    | Табла | Скор | Тимски резултат |
| Капфенберг | Аустрија | 5.    | 4½/7 | IV              |

| Место | Земља    | Табла | Скор | Тимски резултат |
| Бат   | Енглеска | 10.   | 1/2  | II              |

## Светска студентска шаховска првенства

### Укупни учинак кроз статистику
| Године    | Σ поена | Σ партија |  | + | =  | - |  | %    | Освојене медаље на првенству тимске \| појединачне |
| 1963-1964 | 14½     | 23        |  | 9 | 11 | 3 |  | 63.0 | 0 - 1 - 0 \| 0 - 0 - 0                             |

### Статистика по годинама
| Година | Табла | Σ поена | Σ партија |  | + | = | - |  | %    | тимско место | појединачно |
| 1964.  | 3     | 7½      | 12        |  | 4 | 7 | 1 |  | 62,5 | 5.           |             |
| 1963.  | 2     | 7       | 11        |  | 5 | 4 | 2 |  | 63.6 | 2.           |             |